# Hilario de Poitiers
San Hilario de Poitiers (en latín, Hilarius Pictaviensis) fue un obispo, escritor, Padre y Doctor de la Iglesia nacido a principios de siglo IV, hacia 300, en Poitiers (Francia) y fallecido en esta misma ciudad en 367, que es venerado como santo. Es referido en ocasiones como el «martillo de los arrianos» (en latín, malleus arianorum)  y como el «Atanasio de Occidente». San Hilario de Poitiers es conocido como el "Atanasio de Occidente" por su firme defensa de la doctrina trinitaria y su papel en la difusión de las ideas teológicas orientales en el mundo latino.

## Biografía
Recibió una educación pagana en una familia de la aristocracia romana local, pero su gran curiosidad y su pasión por la verdad le llevaron a estudiar filosofía, especialmente el neoplatonismo, y a la lectura de la Biblia. Se convirtió al cristianismo por sus estudios, ya adulto, casado y con una hija, Abra. Poco después de su bautismo, el pueblo lo aclamó como obispo de su ciudad, cátedra que ocupó durante siete años, momento en el que Hilario fue desterrado a Frigia por el emperador Constancio II, que se había alineado con las decisiones del sínodo arriano de Béziers del año 356. Durante su pontificado en la Galia había continuado sus estudios y perfeccionado su formación teológica, pero es el contacto con la teología de Oriente lo que hace fructificar su pensamiento.
El destierro en Frigia duró cinco años, durante los que aprendió el griego y descubrió a Orígenes, así como la gran producción teológica de los Padres orientales. Con estas bases escribe un riguroso estudio titulado De Fide adversus Arrianos o De Trinitate, el tratado más profundo hasta entonces sobre el dogma trinitario. Allí también redactó el opúsculo Contra Maxertiam, en el que atacaba al emperador Constancio, acusándole de cesaropapismo y de inmiscuirse en las disputas teológicas y asuntos internos de la disciplina eclesiástica. 
Volvió a su diócesis en 361, tras la muerte del emperador. En esta época se convirtió en el protector del joven Martín de Tours.
Es conocido como el «Atanasio de Occidente», de quien era contemporáneo. Ambos teólogos son cruciales en la crítica del arrianismo y participaron en las polémicas teológicas con discursos y escritos, defendiendo la ortodoxia teológica aun cuando hablaba del "cuerpo" de Jesús como un cuerpo celeste, dado que había sido engendrado de manera milagrosa en la Virgen María: de este modo, según afirma Hilario, el cuerpo de Jesús ya era glorioso en su vida humana aunque tal gloria estaba escondida a los ojos de quienes pudieron verlo a excepción de la Transfiguración, donde se mostró tal cual era. Además, sus himnos, descubiertos en época contemporánea, lo convierten en un pionero de esta forma poético-musical, precediendo a san Ambrosio de Milán, siendo quien introdujo en el mundo latino cristiano una nueva poesía inspirada en los modelos clásicos greco-latinos y bíblicos (salmos alfabéticos).
Fue declarado Doctor de la Iglesia en 1851 por sus grandes aportaciones para la definición del dogma trinitario por el papa Pío IX. Su fiesta se celebra el 13 de enero.
Sus reliquias se guardan en la iglesia parroquial de la localidad de Puy-de-Dôme (Auvernia). Hay varias tradiciones que afirman su traslado al panteón real de la basílica de Saint-Denis, en París, y que fueron quemadas por los hugonotes durante las revueltas de 1572.

### Teología
Hilario de Poitiers es conocido por su defensa de la Trinidad frente al arrianismo creciente del IV. Su doctrina respecto a Dios Padre refleja la doctrina cristiana histórica. El Padre es eterno, invisible, incorpóreo, omnipotente, eterno, la fuente de toda existencia, e ingénito. Hilario remarca que ninguna frase, por elocuente que sea, puede describir a Dios que es incomprensible y que contiene toda la creación. El Hijo de Dios es el unigénito de Dios, llamado Hijo por compartir todos los atributos del Padre y por nacer antes de todos los siglos por la misma sustancia que Dios Padre. San Hilario hace exégesis de todo el prólogo de Juan palabra por palabra para llegar a la conclusión de que la generación del Hijo no es un momento en el tiempo, ni es lo mismo que engendrar un hijo humano, y tampoco es la creación de un segundo dios, lo que contradiría la divina escritura, sino el eterno Verbo de Dios que es uno con el Padre y es su eterno e increado Hijo.